# Lasioglossum zingowli
Lasioglossum zingowli is een vliesvleugelig insect uit de familie Halictidae. De wetenschappelijke naam van de soort is voor het eerst geldig gepubliceerd in 1939 door Cheesman & Perkins.